# 温伯格文理学院
贾德与马乔里·温伯格文理学院（英語：Judd A. and Marjorie Weinberg College of Arts and Sciences，简称：Weinberg College（WCAS））是美国西北大学下属的文理学院。其是西北大学十二所学院中最大的一所，位于美国伊利诺伊州的埃文斯顿市和芝加哥市中心。温伯格文理学院成立于1851年，现开设有25个系和许多专业课程。
温伯格文理学院的学生来自于西北大学所有的本科学院，包括梅迪尔新闻学院、比恩音乐学院、麦考密克工程与应用科学学院、传播学院、西北大学教育与社会政策学院。温伯格的所有教师都为本科生授课。
约3%的学生就读于完全为助教主持的课程，大部分为外语入门课程。其他所有的课程都由教授主持。学院的男女比例大致相等，有30%的本科生属于非白种族裔。学生来自于美国50个州，伊利诺伊州为学生来源占比最高的州，其次为加利福尼亚州、俄亥俄州和纽约州，国际学生占比为7%。
温伯格学院下设有15个跨学科项目，提供辅修或主修课程。其中包括美国研究、欧洲研究、综合科学项目（ISP）、法律研究、西北大学数学体验项目（MENU）、社会科学数学应用项目（MMSS）和英语写作专业。这些项目都有特殊的录取要求。
温伯格的大一新生必须选择两次“大一新生研讨会”课程，课程人数一般为15到16人，重点培养学生的写作和讨论能力。大一新生每个季度一般会选择一个15人的小班课程，一个20-25人的课程，和两个较大的講座教授格式课程。在温伯格学院提供的两千多门课程中，只有不到10门课程招收了超过300名学生。
每年，西北大学多个研究生项目的教授会为本科生授课。凯洛格管理学院的教授为温伯格大学的学生开设了会计，金融和市场营销课程。法学院的教职人员每年也会在温伯格教授几门本科课程。温伯格学院还与芝加哥的几所重要的文化机构达成了特殊合作关系，包括菲尔德博物馆，芝加哥艺术学院，阿德勒天文馆，芝加哥植物园和芝加哥律师协会，提供由芝加哥地区的专家所教授的课程。

## 毕业要求
每个温伯格文理学院的学生应通过选修并完成对应课程，证明其有良好的写作和外语能力。学生还必须完成两次大一新生研讨会，并在以下每个领域完成两个课程：自然科学、形式研究、社会与行为科学、历史研究、伦理与价值观、文学与美术。温伯格文理学院的毕业生可获得文学士、理學士或哲学學士学位。

## 所设科目
温伯格文理学院下设以下科目： 
- 美国非裔研究（英语：African American Studies） （主修或辅修）
- 非洲和亚洲语言课程 （辅修中国或日本语言文化）
- 非洲研究（英语：African Studies） （第二主修或辅修）
- 美州研究（英语：American Studies） （主修）
- 人类学 （主修或辅修）
- 美术史 （主修或辅修）
- 美学 （主修）
- 美国亚裔研究（英语：Asian American Studies） （辅修）
- 亞洲研究 （第二主修亚洲研究，主修亚洲语言和文明）
- 天文學 （主修或辅修）
- 生物学 （主修）
- 商业机构 （辅修）
- 天主教神学 （辅修）
- 中部和东南部欧洲研究 （辅修）
- 化學 （主修或辅修）
- 汉语和中华文化 （辅修）
- 古典學 （主修；辅修拉丁语、希腊语和古典研究）
- 认知科学 （主修或辅修）
- 比较文学 （主修比较文学研究，辅修世界文学）
- 计算机科学 （主修或辅修）
- 计算 (计算机科学)和信息系统 （主修）
- 批判理論 （辅修）
- 戏剧 （主修）
- 地球科学和行星科学 （主修或辅修）
- 经济学 （主修或辅修）
- 英语 （主修或辅修）
- 環境政策和文化 （辅修）
- 环境科学 （主修）（跨学院项目）
- 演化生物学 （辅修）
- 电影研究（英语：Film studies） （辅修）（西北大学传播学院项目）
- 金融經濟學（证书）（凯洛格管理学院项目）
- 法语 （主修或辅修）
- 社会性别和性研究（主修或辅修）
- 地理学 （第二主修、辅修）
- 德语 （主修或辅修）
- 国际卫生研究（英语：Global health） （第二主修、辅修）
- 希伯来语 （辅修）
- 历史 （主修或辅修）
- 人文学科 （辅修）
- 综合科学 （主修）
- 国际研究 （第二主修、辅修）
- 意大利语 （主修或辅修）
- 日语和文化 （辅修）
- 犹太学 （主修和辅修犹太研究，辅修希伯来语研究）
- 拉丁美洲人和加勒比地区 （辅修）
- 拉丁裔研究（英语：Latino studies） （主修或辅修）
- 法学 （第二主修、辅修）
- 语言学 （主修或辅修）
- 管理分析（证书）（凯洛格管理学院项目）
- 材料科学 （主修或辅修）
- 社会科学数学方法（第二主修）
- 数学 （主修或辅修）
- 中东 （第二主辅修中东研究，主修中东语言和文明）
- 神经科学 （主修）
- 哲学 （主修或辅修）
- 物理学 （主修或辅修）
- 政治学 （主修或辅修）
- 心理学 （主修或辅修）
- 宗教学 （主修和辅修宗教研究，辅修天主教研究）
- 人类文化中的科学 （第二主修、辅修）
- 斯拉夫语族和斯拉夫文学（英语：Slavic literature） （主修斯拉夫语言和文学，副修俄语和斯拉夫研究，以及中欧和东南欧研究）
- 社会学 （主修或辅修）
- 音效设计（英语：Sound Design） （辅修）（跨学院项目）
- 西班牙语和葡萄牙語（主修和辅修西班牙语）
- 统计学 （主修或辅修）
- 运输和物流 （辅修）（跨学院项目）
- 城市研究 （第二主修）
- 世界文学 （辅修）

## 杰出校友
- 马德琳·温·阿德勒（英语：Madeleine Wing Adler） ('62) - 校长 - 宾夕法尼亚西切斯特大学（英语：West Chester University of Pennsylvania）
- 利·亚历山大 ('79) - 優利系統公司行銷長
- 玛丽·阿拉纳（英语：Marie Arana） ('71) - 《华盛顿邮报》图书编辑
- 李·菲利普·贝尔（英语：Lee Phillip Bell） ('50) - 年轻人和不安分的人（英语：The Young and the Restless）和大胆而美丽制作人
- 索尔·贝洛 ('37) - 诺贝尔奖得主
- 安东尼·博扎（英语：Anthony Bozza） ('93), 《纽约时报》畅销书作家，前《滾石 (雜誌)》封面故事作家
- 尼古拉斯·查布拉贾（英语：Nicholas Chabraja） ('64) - 通用动力公司主席和CEO
- 道格拉斯·科南特（英语：Douglas Conant） ('73) - 金宝汤公司主席和CEO
- 路克·唐諾德 ('01) - 职业高尔夫球手
- 卡梅伦·芬德雷（英语：D. Cameron Findlay） ('82) - 怡安集团执行副总裁兼法律总顾问；前 美国劳工部副部长（英语：Deputy Secretary of Labor）
- 克里斯托弗·高尔文（英语：Christopher Galvin） ('73) - NAVTEQ公司董事长；摩托罗拉公司前主席和CEO
- 安吉拉·杰克逊（英语：Angela Jackson） ('77) - 诗人、作家、剧作家
- 杰夫·雅各布斯（英语：Jeff Jacobs） ('92) - 金宝汤公司饮品业务发展总监
- 蒂姆·约翰逊 ('83) - 电影导演
- 凯瑟琳·卡普塔（英语：Catherine Kaputa） ('70) - 总裁，纽约大学史登商學院兼职教授
- 马克·基尔希纳（英语：Marc Kirschner） ('66) - 哈佛医学院细胞生物学系主任
- 吉姆·科尔贝（英语：Jim Kolbe） ('65) - 美国众议院议员
- 格伦·洛里（英语：Glenn Loury） ('72) - 布朗大学经济学家
- 托德·馬丁 ('92) - 前职业网球手
- 詹姆斯·麦克诺特（英语：James McNaught） ('90) - 美国国务院负责阿富汗职员
- 约翰·穆斯克（英语：John Musker） ('75) - 华特迪士尼公司动画导演
- 道恩·克拉克·涅茨克（英语：Dawn Clark Netsch） ('48) - 前州议员，伊利诺伊州政坛关键人物
- 菲利斯·奥克利 ('56) - 外交官，国务卿马德琳·奥尔布赖特的前最高情报顾问
- 威廉·奥斯本（英语：William A. Osborn） ('69) - 北方信托银行总裁兼CEO
- 伊娃·帕特森（英语：Eva Paterson） ('71) - 公民权利和政治权利律师
- 西德尼·谢尔顿 ('38) - 言情作家
- 大卫·斯科顿（英语：David Skorton） ('70) - 康奈尔大学校长
- 瑞克·桑德（英语：Rick Sund） ('73) - 西雅图超音速篮球队总经理
- 威廉·陶西（英语：William Tuohy） ('51) - 国际新闻记者和普利策奖得主
- 爱德华·韦勒（英语：Edward Weiler） ('71) - 戈达德太空飞行中心主管
- 弗雷德·威廉森（英语：Fred "The Hammer" Williamson） ('60) - 演员
- 保罗·温特 ('61) - 音乐家；保罗温特妃子乐队（英语：Paul Winter Consort）创始人